# Star Citizen
Star Citizen és un videojoc de simulació de comerç espai i combat de pròxima eixida per a Microsoft Windows i Linux. El joc es basa en un CryEngine modificat i suportarà tots els principals receptors de cap VR.
Tant l'estrella ciutadana i l'esquadrilla 42 es troben en un segle 30 de la Via Làctia centra en el fictici imperi Regne de la Terra (UEE), un anàleg de l'Imperi Romà tardà. El tema central del joc és la ciutadania - o falta d'ella - a la UEE, que han de ser obtinguts a través de les accions del jugador, com ara completar un període de servei militar. Es preveu que els ciutadans podran gaudir de certs beneficis en el joc, com el pagament d'una taxa impositiva reduïda, però els detalls exactes estan encara per determinar.